# 司馬祗
司馬祗（271年—273年7月30日），字敬度，西晋皇子，河內溫縣人。父晉武帝，為晉武帝司馬炎第六子；母匮才人，被晉武帝封为才人。

## 生平
司馬祗的四哥司马景度出继叔父城阳哀王司马兆为后。泰始六年（270年），司马景度去世，五哥司馬憲过继给司马兆，为城阳王。次年司馬憲去世，泰始九年（273年）三月以司馬祗过继给司马兆，为东海王，其年去世，时年三岁，谥号冲。

## 另見
- 長沙王司馬乂，《晉書·傳》作「第六子」，實乃第十七子。

| 前任： 无 | 晉朝东海王 273年 | 繼任： 司马越 （291年受封） |